# Jelena
Jelena (rusky Еле́на Elena; starořecky Ἑλένη Eléné; přepisováno někdy jako Elena nebo (podle angličtiny) Yelena) je ženské jméno, varianta jména Helena.
Pravděpodobně pochází ze slova s významem pochodeň, oheň, světlo, záře, světlá, třpytivá, blýskavá, jásavá, třpytící se, sluneční, měsíční, ohnivá, vyvolená atd. Podle jiného výkladu v překladu znamená „Řekyně“ (Hellena). Jméno nijak nesouvisí s jelenem.
Odvozené podoby (hypokoristika): Lena (Лена), Lenočka (Леночка), Lenčik (Ленчик), Lenček (Ленчек), Lenon (Ленон), Lenyč (Леныч (разг.), Lenok (Ленок), Lenuša (Ленуша), Lenusja (Ленуся), Elenka (Еленка), Elenočka (Еленочка), Elenuška (Еленушка), Elenja (Еленя), Něnka (Ненка), Elja (Еля), Ela (Ела), Lesja (Леся – местн.), Nelja (Неля), Aljona (Алёна), Aljonuška (Алёнушка).
Od jména Jelena může být odvozeno i jméno Aljona (Alena, rusky Алёна).
V angličtině se přepis Yelena používá pro přepis jmen ruských, ukrajinských a bulharských, Jelena pro jména srbská, slovinská a chorvatská.
Jmeniny: 28. ledna, 19. března, 3. června, 8. června, 24. července, 10. srpna, 12. listopadu.[zdroj?]

## Cizojazyčné obdoby
- bělorusky Alena (Алена), ukrajinsky Oléna (Оле́на), německy Helena, anglicky Helen / Elena, francouzsky Heléne, srbsky Jelena, rumunsky Ileana

## Známé nositelky

### Folklor a literatura
- Helena Překrásná – postava starořecké mytologie
- Jelena Přemoudrá – hrdinka ruských pohádek

### Světice
- Svatá královna Jelena Srbská († 1314) – žena krále Stepana Uroše I. Nemaniče

### Panovnice

#### Rusko
- Jelena Glinská – moskevská velkokněžna, matka Ivana Hrozného.
- Jelena Moldavská – dcera moldavského vládce Štěpána III. Velikého a Jevdokie Kyjevské
- Jelena Ivanovna Moskevská (1476–1513) – dcera velkoknížete Ivana III. Vasiljeviče a Sofie Palaiologovny, litevská velkokněžna, polská královna
- Jelena Vsevolodovna Bělská – dcera bělského knížete Vsevoloda Mstislavoviče
- Jelena Michajlovna Repninová – carevna, žena Vasilije Šujského
- Jelena Pavlovna Ruská – velkokněžna, dcera cara Pavla I.
- Jelena Pavlovna (1806–1873) – žena velkoknížete Michaila Pavloviče
- Jelena Srbská – žena knížete Jana Konstantinoviče
- Jelena Vladimirovna Ruská – velkokněžna, dcera velkoknížete Vladimira Alexandroviče, žena Mikuláše Řeckého

#### Ostatní
- Jelena Bulharská – žena byzantského císaře Teodora II. Laskarise

### Další
- Jelena Dementěvová – ruská tenistka
- Jelena Dokićová – australská tenistka jugoslávského původu
- Jelena Isinbajevová – ruská sportovkyně, atletka, skokanka do výšky, světová rekormanka
- Jelena Noura Hadid alias Gigi Hadid – modelka